# Vamos a ver (Telecinco)
Vamos a ver es un programa de televisión producido por Unicorn Content para su emisión en las mañanas de Telecinco. El formato, presentado por Patricia Pardo y estrenado el 11 de septiembre de 2023, analiza la información diaria, prestando especial atención a aspectos políticos, sociales, culturales, económicos y a aquellos relacionados con la prensa rosa y los reality shows del canal.

## Formato

### Primera etapa: 2023-2025
En su primera etapa, presentada por Joaquín Prat, Vamos a ver era un magacín de actualidad que se centraba en temas de interés social y en la crónica social —incluyendo los reality shows del canal—, con conexiones en directo gracias a un equipo de reporteros y a las intervenciones de un amplio plantel de colaboradores. En concreto, el programa se estructuraba en dos bloques: el bloque de actualidad e investigación –copresentado por Patricia Pardo–, que trataba los sucesos, denuncias, consumo y controversias, y el de crónica social (conocido coloquialmente como el club social y copresentado por Adriana Dorronsoro), acerca de los asuntos más destacados del mundo del corazón, los programas de telerrealidad de Telecinco y el entretenimiento en general. Este último incluía un breve boletín hacia el final de cada entrega que resumía las noticias sobre la crónica social del momento. Además, ocasionalmente, el presentador realizaba entrevistas a invitados.
Asimismo, el programa ha contado con secciones semanales sobre los vídeos más virales del momento, tendencias, redes sociales, estilos de vida y ocio. Otros temas como las noticias internacionales más destacadas con conexiones desde América o el análisis de los looks de los famosos en los eventos también han tenido cabida cuando la actualidad lo ha requerido.

### Segunda etapa: 2025-act.
Desde el 8 de septiembre de 2025, el espacio es un programa informativo presentado por Patricia Pardo que ofrece un análisis pormenorizado de los temas más relevantes de la actualidad política, económica, social y cultural. Además, trata aspectos relacionados con el mundo del corazón y con los reality shows del canal.
En definitiva, el formato cuenta con varias tertulias y análisis acerca de la información diaria, donde distintos colaboradores discuten los temas relacionados con la jornada. Asimismo, se realizan conexiones en directo y entrevistas a personajes del panorama general.

## Emisión
Durante el primer mes del programa, este contaba también con otros apartados como Vamos a ver las noticias de las 2, un boletín que resumía las noticias políticas y de actualidad de la jornada, y Vamos a ver «Fresh», en el que se trataban de nuevo tanto la crónica social nacional e internacional como los reality shows.
Más tarde, entre el 3 de octubre de 2023 y el 31 de enero de 2025, el magacín se dividió en dos tramos. El primero, denominado Vamos a ver, comprendía la primera parte del programa (de 10:30 a 13:30) con información, reportajes de investigación y tertulias acerca de temas de actualidad, asuntos de calado en la sociedad, denuncia ciudadana, consumo y la crónica de sucesos, así como el llamado club social, donde se comentaban las noticias de crónica social y los reality shows de Telecinco. El segundo, titulado Vamos a ver más (de 13:30 a 15:00), contenía la continuación del club social y se centraba más en el entretenimiento en general.
Por su parte, desde el 3 de febrero de 2025, el formato redujo su horario debido al regreso de El programa de Ana Rosa a las mañanas de Telecinco. De este modo, pasó a comenzar a las 12:15, aunque mantuvo la misma estructura y la división del espacio en dos tramos, de 12:15 a 13:30 (Vamos a ver) y de 13:30 a 15:00 (Vamos a ver más).
El 8 de septiembre de 2025, con el comienzo de su tercera temporada, el horario del programa volvió a ver su horario reducido, favoreciendo de nuevo al espacio presentado por Ana Rosa Quintana. Así, Vamos a ver pasó a emitirse de 13:30 a 15:00.

## Equipo

### Técnico
Producción ejecutiva Unicorn
- Xelo Montesinos
- Pilar Cerisuelo

Dirección
- Sara Martín (2025-act.)
- Óscar de la Fuente (2023-2025)

Subdirección
- María Cornago

Realización
- Iñaki Pérez

Producción Mediaset
- Sonia Sola

Producción Unicorn
- Cristina Cívico

Dirección de producción de Mediaset
- Óscar Forniés

Dirección de producción de Unicorn
- Yaiza Mené

Producción delgada de contenidos de Mediaset
- Kety del Castillo

### Presentadores

#### Actuales
| Presentador/a  | Información                                           | Duración (años) | Duración (años) | Duración (años) | Programas             |
| Presentador/a  | Información                                           | 2023            | 2024            | 2025            | Programas             |
| -------------- | ----------------------------------------------------- | --------------- | --------------- | --------------- | --------------------- |
| Patricia Pardo | Presentadora titular y excopresentadora de actualidad |                 |                 |                 | Programa 1-56; 115-¿? |
| Patricia Pardo | Presentadora titular y excopresentadora de actualidad |                 |                 |                 | Programa 1-56; 115-¿? |

     Presentador/a titular
     Copresentador/a
     Presentador/a suplente

#### Antiguos
| Presentador/a      | Información                                               | Duración (años) | Duración (años) | Duración (años) | Programas                                                           |
| Presentador/a      | Información                                               | 2023            | 2024            | 2025            | Programas                                                           |
| ------------------ | --------------------------------------------------------- | --------------- | --------------- | --------------- | ------------------------------------------------------------------- |
| Joaquín Prat       | Presentador titular                                       |                 |                 |                 | Programa 1-14; 16-38; 40-57; 59-65; 67-76; 83-188; 190-327; 338-435 |
| Adriana Dorronsoro | Copresentadora y expresentadora suplente (crónica social) |                 |                 |                 | Programa 1-83; 90-197; 199-207; 218-222; 272; 275; 328-435          |
| Adriana Dorronsoro | Copresentadora y expresentadora suplente (crónica social) |                 |                 |                 | Programa 1-83; 90-197; 199-207; 218-222; 272; 275; 328-435          |
| Alfonso Egea       | Presentador suplente (actualidad)                         |                 |                 |                 | Programa 60; 66; 76-82                                              |
| Pepe del Real      | Presentador suplente (crónica social)                     |                 |                 |                 | Programa 84-89, 198                                                 |
| Antonio Rossi      | Presentador suplente (crónica social)                     |                 |                 | Programa 137    |                                                                     |
| Verónica Dulanto   | Copresentadora (crónica social)                           |                 |                 |                 | Programa 223-271, 273-274, 276-327                                  |
| Giovanna González  | Presentadora suplente (crónica social)                    |                 |                 |                 | Programa 208-217                                                    |

     Presentador/a titular
     Copresentador/a
     Presentador/a suplente

### Colaboradores de actualidad y sucesos
| Alejandro Requeijo        | Periodista.            |  |  |  |
| Alfonso Egea              | Periodista.            |  |  |  |
| Carmen Carcelén           | Abogada.               |  |  |  |
| Daniel Montero            | Periodista.            |  |  |  |
| José Antonio Vázquez      | Juez.                  |  |  |  |
| José María Benito         | Inspector de policía.  |  |  |  |
| José Miguel Gaona         | Psiquiatra.            |  |  |  |
| Juan Manuel Medina        | Abogado.               |  |  |  |
| Luis Rendueles            | Periodista.            |  |  |  |
| Marcos García-Montes      | Abogado.               |  |  |  |
| María Velasco             | Psiquiatra.            |  |  |  |
| Rocío Ramos-Paúl          | Psicóloga.             |  |  |  |
| Toni Castejón             | Policía.               |  |  |  |
| Vanesa Lozano             | Periodista.            |  |  |  |
| José Antonio Vázquez Taín | Juez.                  |  |  |  |
| Marcos García Montes      | Abogado.               |  |  |  |
| Paloma García             | Criminóloga y abogada. |  |  |  |

### Colaboradores de corazón
| Alessandro Lecquio     | Colaborador de televisión.                                  |  |  |  |
| Alexia Rivas           | Periodista.                                                 |  |  |  |
| Antonio Rossi          | Periodista.                                                 |  |  |  |
| Bibiana Fernández      | Colaboradora de televisión.                                 |  |  |  |
| Carmen Borrego         | Comunicadora e hija María Teresa Campos.                    |  |  |  |
| Cristina Tárrega       | Presentadora de televisión.                                 |  |  |  |
| Giovanna González      | Periodista y reportera.                                     |  |  |  |
| Kike Calleja           | Periodista.                                                 |  |  |  |
| Mariángel Alcázar      | Periodista experta en Casa Real.                            |  |  |  |
| Marisa Martín Blázquez | Periodista.                                                 |  |  |  |
| Marta López            | Concursante de Gran Hermano 2 y colaboradora de televisión. |  |  |  |
| Miguel Ángel Nicolás   | Periodista.                                                 |  |  |  |
| Paloma Barrientos      | Periodista.                                                 |  |  |  |
| Pepe del Real          | Periodista.                                                 |  |  |  |
| Sandra Aladro          | Periodista y directora de la agencia Gtres.                 |  |  |  |
| Alejandra Prat         | Periodista.                                                 |  |  |  |
| Alejandra Rubio        | Hija de Terelu Campos.                                      |  |  |  |

### Colaboradores antiguos
| Isa Pantoja        | Hija de Isabel Pantoja.                                     |  |  |  |
| Isabel Rábago      | Periodista.                                                 |  |  |  |
| Adriana Dorronsoro | Periodista.                                                 |  |  |  |
| Suso Álvarez       | Concursante de Gran Hermano 16 y colaborador de televisión. |  |  |  |

### En sección

#### Actuales
| Álex Rodríguez | Conexiones desde América |  |  |  |
| Ricardo Reyes  | Reyes del deporte        |  |  |  |

#### Antiguas
| Manu Carreño    | Deportes              |  |  |  |
| Abel Planelles  | Redes sociales        |  |  |  |
| Laura Matamoros | En las redes de Laura |  |  |  |
| Víctor Blanco   | Análisis de looks     |  |  |  |

### Reporteros y redactores

#### Por delegación
| Carmen Chao           | Galicia           |  |  |  |
| Paco Ballesta         | Andalucía         |  |  |  |
| Rocío Romero          | Andalucía         |  |  |  |
| Mayka Navarro         | Cataluña          |  |  |  |
| Carlos Garayoa        | Redacción central |  |  |  |
| David Cifuentes       | Redacción central |  |  |  |
| Estefanía Ruiz        | Redacción central |  |  |  |
| Fabiola Etayo         | Redacción central |  |  |  |
| Inma Rivas            | Redacción central |  |  |  |
| Íñigo Reyes           | Redacción central |  |  |  |
| Julio Uzal            | Redacción central |  |  |  |
| Lolo García           | Redacción central |  |  |  |
| Lucía Núñez           | Redacción central |  |  |  |
| Natalia Autrán        | Redacción central |  |  |  |
| Noelia Cañas          | Redacción central |  |  |  |
| Mar Guerrero          | Redacción central |  |  |  |
| María Vicente         | Redacción central |  |  |  |
| Marina Pérez de Ayala | Redacción central |  |  |  |

#### Investigación
| Álvaro López     | Periodista |  |  |  |
| Cristina Soriano | Periodista |  |  |  |
| Josep Vidal      | Periodista |  |  |  |
| Toño García      | Periodista |  |  |  |

#### Entretenimiento
| Begoña Vigo       | Periodista |  |  |  |
| Giovanna González | Periodista |  |  |  |
| Lucía Lorden      | Periodista |  |  |  |
| Manu del Valle    | Periodista |  |  |  |
| Mar Sáiz          | Periodista |  |  |  |
| María Lázaro      | Periodista |  |  |  |
| Nuria Chavero     | Periodista |  |  |  |
| Patricia López    | Periodista |  |  |  |
| Virginia Cáseda   | Periodista |  |  |  |

## Vamos a ver verano
Durante los meses de verano, Vamos a ver es sustituido por Vamos a ver verano. En 2025, también sustituyó temporalmente a El programa de Ana Rosa durante las vacaciones de Ana Rosa Quintana. 

### Presentadores
| Presentador/a      | Información                         | Duración (años) | Duración (años) | Programas           |
| Presentador/a      | Información                         | 2024            | 2025            | Programas           |
| ------------------ | ----------------------------------- | --------------- | --------------- | ------------------- |
| Joaquín Prat       | Presentador titular                 |                 |                 | Programa 1-3, 25-43 |
| Adriana Dorronsoro | Presentadora (crónica social)       |                 |                 | Programa 1-24, 35-  |
| Alfonso Egea       | Presentador (actualidad y sucesos)  |                 |                 | Programa 3-19       |
| Patricia Pardo     | Presentadora (actualidad y sucesos) |                 |                 | Programa 20-24      |
| Giovanna González  | Presentadora (crónica social)       |                 |                 | Programa 25-        |

### Colaboradores de actualidad y sucesos
| Colaborador/a        | Información           |      |
| Colaborador/a        | Información           | 2024 |
| -------------------- | --------------------- | ---- |
| Alejandro Requeijo   | Periodista.           |      |
| Carmen Carcelén      | Abogada.              |      |
| Daniel Montero       | Periodista.           |      |
| José Antonio Vázquez | Juez.                 |      |
| José María Benito    | Inspector de policía. |      |
| José Miguel Gaona    | Psiquiatra.           |      |
| Juan Manuel Medina   | Abogado.              |      |
| Luis Rendueles       | Periodista.           |      |
| Marcos García-Montes | Abogado.              |      |
| María Velasco        | Psiquiatra.           |      |
| Rocío Ramos-Paúl     | Psicóloga.            |      |
| Toni Castejón        | Policía.              |      |
| Vanesa Lozano        | Periodista.           |      |

### Colaboradores de crónica social
| Colaborador/a          | Información                                                 |      |
| Colaborador/a          | Información                                                 | 2024 |
| ---------------------- | ----------------------------------------------------------- | ---- |
| Alejandra Prat         | Periodista.                                                 |      |
| Alessandro Lecquio     | Colaborador de televisión.                                  |      |
| Alexia Rivas           | Periodista.                                                 |      |
| Antonio Rossi          | Periodista.                                                 |      |
| Carmen Borrego         | Comunicadora e hija María Teresa Campos.                    |      |
| Giovanna González      | Periodista y reportera.                                     |      |
| Isa Pantoja            | Colaboradora de televisión, hija de Isabel Pantoja.         |      |
| Isabel Rábago          | Periodista.                                                 |      |
| Kike Calleja           | Periodista.                                                 |      |
| Mariángel Alcázar      | Periodista experta en Casa Real.                            |      |
| Marisa Martín Blázquez | Periodista.                                                 |      |
| Marta López            | Concursante de Gran Hermano 2 y colaboradora de televisión. |      |
| Miguel Ángel Nicolás   | Periodista.                                                 |      |
| Nuria Chavero          | Periodista.                                                 |      |
| Omar Suárez            | Periodista.                                                 |      |
| Pepe del Real          | Periodista.                                                 |      |
| Paloma Barrientos      | Periodista.                                                 |      |
| Sandra Aladro          | Periodista y directora de la agencia Gtres.                 |      |
| Suso Álvarez           | Concursante de Gran Hermano 16 y colaborador de televisión. |      |

### Reporteros y redactores

#### Por delegación
| Reportero/a           | Delegación        |      |
| Reportero/a           | Delegación        | 2024 |
| --------------------- | ----------------- | ---- |
| Carmen Chao           | Galicia           |      |
| Paco Ballesta         | Andalucía         |      |
| Rocío Romero          | Andalucía         |      |
| Mayka Navarro         | Cataluña          |      |
| Carlos Garayoa        | Redacción central |      |
| David Cifuentes       | Redacción central |      |
| Estefanía Ruiz        | Redacción central |      |
| Fabiola Etayo         | Redacción central |      |
| Inma Rivas            | Redacción central |      |
| Íñigo Reyes           | Redacción central |      |
| Julio Uzal            | Redacción central |      |
| Lolo García           | Redacción central |      |
| Lucía Núñez           | Redacción central |      |
| Natalia Autrán        | Redacción central |      |
| Noelia Cañas          | Redacción central |      |
| Mar Guerrero          | Redacción central |      |
| María Vicente         | Redacción central |      |
| Marina Pérez de Ayala | Redacción central |      |

#### Investigación
| Reportero/a      |      |
| Reportero/a      | 2024 |
| ---------------- | ---- |
| Álvaro López     |      |
| Cristina Soriano |      |
| Josep Vidal      |      |
| Toño García      |      |

#### Entretenimiento
| Reportero/a       |      |
| Reportero/a       | 2024 |
| ----------------- | ---- |
| Begoña Vigo       |      |
| Giovanna González |      |
| Lucía Lorden      |      |
| Manu del Valle    |      |
| Mar Sáiz          |      |
| María Lázaro      |      |
| Nuria Chavero     |      |
| Patricia López    |      |
| Virginia Cáseda   |      |

## Audiencias
| Temporada          | Programas | Estreno                  | Final                | Audiencia media | Audiencia media |
| Temporada          | Programas | Estreno                  | Final                | Espectadores    | Cuota           |
| ------------------ | --------- | ------------------------ | -------------------- | --------------- | --------------- |
| 1                  | 222       | 11 de septiembre de 2023 | 26 de julio de 2024  | 545 000         | 13,6%           |
| Vamos a ver verano | 24        | 29 de julio de 2024      | 30 de agosto de 2024 | 421 000         | 10,9%           |
| 2                  | 213       | 2 de septiembre de 2024  | 4 de julio de 2025   | 415 000         | 13,5%           |
| Vamos a ver verano | TBA       | 7 de julio de 2025       | TBA                  | TBA             | TBA             |

### Temporada 1 (2023-2024)
| N.º total | N.º temp. | Fecha de emisión         | Audiencia    | Audiencia |
| N.º total | N.º temp. | Fecha de emisión         | Espectadores | Cuota     |
| --------- | --------- | ------------------------ | ------------ | --------- |
| 1         | 1         | 11 de septiembre de 2023 | 601 000      | 13,5%     |
| 2         | 2         | 12 de septiembre de 2023 | 549 000      | 12,6%     |
| 3         | 3         | 13 de septiembre de 2023 | 589 000      | 14,0%     |
| 4         | 4         | 14 de septiembre de 2023 | 539 000      | 12,7%     |
| 5         | 5         | 15 de septiembre de 2023 | 574 000      | 12,8%     |
| 6         | 6         | 18 de septiembre de 2023 | 524 000      | 12,6%     |
| 7         | 7         | 19 de septiembre de 2023 | 524 000      | 12,7%     |
| 8         | 8         | 20 de septiembre de 2023 | 503 000      | 12,3%     |
| 9         | 9         | 21 de septiembre de 2023 | 521 000      | 12,4%     |
| 10        | 10        | 22 de septiembre de 2023 | 515 000      | 12,4%     |
| 11        | 11        | 25 de septiembre de 2023 | 531 000      | 13,0%     |
| 12        | 12        | 26 de septiembre de 2023 | 457 000      | 10,7%     |
| 13        | 13        | 27 de septiembre de 2023 | 486 000      | 10,9%     |
| 14        | 14        | 28 de septiembre de 2023 | 495 000      | 12,1%     |
| 15        | 15        | 29 de septiembre de 2023 | 461 000      | 10,9%     |
| 16        | 16        | 2 de octubre de 2023     | 566 000      | 13,2%     |
| 17        | 17        | 3 de octubre de 2023     | 428 000      | 15,8%     |
| 18        | 18        | 4 de octubre de 2023     | 417 000      | 15,7%     |
| 19        | 19        | 5 de octubre de 2023     | 408 000      | 15,3%     |
| 20        | 20        | 6 de octubre de 2023     | 366 000      | 13,8%     |
| 21        | 21        | 9 de octubre de 2023     | 419 000      | 13,6%     |
| 22        | 22        | 10 de octubre de 2023    | 421 000      | 15,8%     |
| 23        | 23        | 11 de octubre de 2023    | 405 000      | 14,9%     |
| 24        | 24        | 13 de octubre de 2023    | 390 000      | 13,0%     |
| 25        | 25        | 16 de octubre de 2023    | 526 000      | 17,0%     |
| 26        | 26        | 17 de octubre de 2023    | 534 000      | 17,9%     |
| 27        | 27        | 18 de octubre de 2023    | 502 000      | 16,7%     |
| 28        | 28        | 19 de octubre de 2023    | 456 000      | 14,0%     |
| 29        | 29        | 20 de octubre de 2023    | 500 000      | 16,5%     |
| 30        | 30        | 23 de octubre de 2023    | 488 000      | 15,9%     |
| 31        | 31        | 24 de octubre de 2023    | 394 000      | 13,7%     |
| 32        | 32        | 25 de octubre de 2023    | 415 000      | 14,8%     |
| 33        | 33        | 26 de octubre de 2023    | 429 000      | 13,9%     |
| 34        | 34        | 27 de octubre de 2023    | 412 000      | 15,2%     |
| 35        | 35        | 30 de octubre de 2023    | 465 000      | 15,9%     |
| 36        | 36        | 31 de octubre de 2023    | 474 000      | 12,9%     |
| 37        | 37        | 2 de noviembre de 2023   | 499 000      | 15,3%     |
| 38        | 38        | 3 de noviembre de 2023   | 457 000      | 15,2%     |
| 39        | 39        | 6 de noviembre de 2023   | 489 000      | 16,9%     |
| 40        | 40        | 7 de noviembre de 2023   | 474 000      | 16,1%     |
| 41        | 41        | 8 de noviembre de 2023   | 408 000      | 13,7%     |
| 42        | 42        | 9 de noviembre de 2023   | 451 000      | 13,7%     |
| 43        | 43        | 10 de noviembre de 2023  | 443 000      | 14,6%     |
| 44        | 44        | 13 de noviembre de 2023  | 427 000      | 14,7%     |
| 45        | 45        | 14 de noviembre de 2023  | 474 000      | 16,2%     |
| 46        | 46        | 15 de noviembre de 2023* | 763 000*     | 9,1%*     |
| 47        | 47        | 16 de noviembre de 2023  | 461 000      | 11,8%     |
| 48        | 48        | 17 de noviembre de 2023  | 472 000      | 15,7%     |
| 49        | 49        | 20 de noviembre de 2023  | 470 000      | 15,0%     |
| 50        | 50        | 21 de noviembre de 2023  | 458 000      | 14,9%     |
| 51        | 51        | 22 de noviembre de 2023  | 434 000      | 13,9%     |
| 52        | 52        | 23 de noviembre de 2023  | 497 000      | 16,2%     |
| 53        | 53        | 24 de noviembre de 2023  | 430 000      | 15,5%     |
| 54        | 54        | 27 de noviembre de 2023  | 449 000      | 15,6%     |
| 55        | 55        | 28 de noviembre de 2023  | 480 000      | 16,1%     |
| 56        | 56        | 29 de noviembre de 2023  | 459 000      | 14,0%     |
| 57        | 57        | 30 de noviembre de 2023  | 553 000      | 17,5%     |
| 58        | 58        | 1 de diciembre de 2023   | 465 000      | 15,1%     |
| 59        | 59        | 4 de diciembre de 2023   | 475 000      | 15,3%     |
| 60        | 60        | 5 de diciembre de 2023   | 449 000      | 15,9%     |
| 61        | 61        | 7 de diciembre de 2023   | 386 000      | 11,7%     |
| 62        | 62        | 11 de diciembre de 2023  | 414 000      | 14,4%     |
| 63        | 63        | 12 de diciembre de 2023  | 438 000      | 15,1%     |
| 64        | 64        | 13 de diciembre de 2023  | 431 000      | 14,8%     |
| 65        | 65        | 14 de diciembre de 2023  | 450 000      | 15,8%     |
| 66        | 66        | 15 de diciembre de 2023  | 409 000      | 15,3%     |
| 67        | 67        | 18 de diciembre de 2023  | 449 000      | 15,7%     |
| 68        | 68        | 19 de diciembre de 2023  | 454 000      | 15,5%     |
| 69        | 69        | 20 de diciembre de 2023  | 455 000      | 15,2%     |
| 70        | 70        | 21 de diciembre de 2023  | 421 000      | 14,6%     |
| 71        | 71        | 22 de diciembre de 2023  | 293 000      | 5,6%      |
| 72        | 72        | 26 de diciembre de 2023  | 454 000      | 13,8%     |
| 73        | 73        | 27 de diciembre de 2023  | 406 000      | 13,2%     |
| 74        | 74        | 28 de diciembre de 2023  | 413 000      | 12,7%     |
| 75        | 75        | 29 de diciembre de 2023  | 445 000      | 13,8%     |
| 76        | 76        | 2 de enero de 2024       | 412 000      | 12,5%     |
| 77        | 77        | 3 de enero de 2024       | 452 000      | 13,2%     |
| 78        | 78        | 4 de enero de 2024       | 481 000      | 13,8%     |
| 79        | 79        | 5 de enero de 2024       | 434 000      | 13,0%     |
| 80        | 80        | 8 de enero de 2024       | 494 000      | 16,5%     |
| 81        | 81        | 9 de enero de 2024       | 434 000      | 13,9%     |
| 82        | 82        | 10 de enero de 2024      | 504 000      | 15,5%     |
| 83        | 83        | 11 de enero de 2024      | 509 000      | 16,3%     |
| 84        | 84        | 12 de enero de 2024      | 421 000      | 14,1%     |
| 85        | 85        | 15 de enero de 2024      | 518 000      | 15,9%     |
| 86        | 86        | 16 de enero de 2024      | 511 000      | 16,7%     |
| 87        | 87        | 17 de enero de 2024      | 550 000      | 17,3%     |
| 88        | 88        | 18 de enero de 2024      | 522 000      | 17,2%     |
| 89        | 89        | 19 de enero de 2024      | 585 000      | 16,5%     |
| 90        | 90        | 22 de enero de 2024      | 472 000      | 15,5%     |
| 91        | 91        | 23 de enero de 2024      | 463 000      | 15,2%     |
| 92        | 92        | 24 de enero de 2024      | 446 000      | 15,9%     |
| 93        | 93        | 25 de enero de 2024      | 466 000      | 17,0%     |
| 94        | 94        | 26 de enero de 2024      | 410 000      | 15,2%     |
| 95        | 95        | 29 de enero de 2024      | 451 000      | 15,5%     |
| 96        | 96        | 30 de enero de 2024      | 446 000      | 15,7%     |
| 97        | 97        | 31 de enero de 2024      | 528 000      | 17,7%     |
| 98        | 98        | 1 de febrero de 2024     | 504 000      | 18,1%     |
| 99        | 99        | 2 de febrero de 2024     | 434 000      | 15,7%     |
| 100       | 100       | 5 de febrero de 2024     | 435 000      | 14,4%     |
| 101       | 101       | 6 de febrero de 2024     | 471 000      | 15,7%     |
| 102       | 102       | 7 de febrero de 2024     | 454 000      | 14,6%     |
| 103       | 103       | 8 de febrero de 2024     | 507 000      | 16,7%     |
| 104       | 104       | 9 de febrero de 2024     | 514 000      | 14,4%     |
| 105       | 105       | 12 de febrero de 2024    | 538 000      | 16,6%     |
| 106       | 106       | 13 de febrero de 2024    | 457 000      | 15,1%     |
| 107       | 107       | 14 de febrero de 2024    | 407 000      | 14,6%     |
| 108       | 108       | 15 de febrero de 2024    | 537 000      | 17,4%     |
| 109       | 109       | 16 de febrero de 2024    | 428 000      | 14,6%     |
| 110       | 110       | 19 de febrero de 2024    | 445 000      | 15,2%     |
| 111       | 111       | 20 de febrero de 2024    | 502 000      | 17,7%     |
| 112       | 112       | 21 de febrero de 2024    | 398 000      | 14,1%     |
| 113       | 113       | 22 de febrero de 2024    | 464 000      | 15,6%     |
| 114       | 114       | 23 de febrero de 2024    | 565 000      | 17,2%     |
| 115       | 115       | 26 de febrero de 2024    | 490 000      | 15,3%     |
| 116       | 116       | 27 de febrero de 2024    | 451 000      | 14,9%     |
| 117       | 117       | 28 de febrero de 2024    | 510 000      | 16,2%     |
| 118       | 118       | 29 de febrero de 2024    | 432 000      | 15,8%     |
| 119       | 119       | 1 de marzo de 2024       | 439 000      | 15,1%     |
| 120       | 120       | 4 de marzo de 2024       | 488 000      | 15,9%     |
| 121       | 121       | 5 de marzo de 2024       | 423 000      | 14,9%     |
| 122       | 122       | 6 de marzo de 2024       | 418 000      | 15,4%     |
| 123       | 123       | 7 de marzo de 2024       | 479 000      | 16,5%     |
| 124       | 124       | 8 de marzo de 2024       | 505 000      | 16,3%     |
| 125       | 125       | 11 de marzo de 2024      | 526 000      | 18,2%     |
| 126       | 126       | 12 de marzo de 2024      | 434 000      | 15,8%     |
| 127       | 127       | 13 de marzo de 2024      | 417 000      | 15,6%     |
| 128       | 128       | 14 de marzo de 2024      | 464 000      | 16,9%     |
| 129       | 129       | 15 de marzo de 2024      | 409 000      | 15,1%     |
| 130       | 130       | 18 de marzo de 2024      | 432 000      | 15,9%     |
| 131       | 131       | 19 de marzo de 2024      | 389 000      | 14,0%     |
| 132       | 132       | 20 de marzo de 2024      | 436 000      | 15,5%     |
| 133       | 133       | 21 de marzo de 2024      | 419 000      | 15,2%     |
| 134       | 134       | 22 de marzo de 2024      | 464 000      | 17,1%     |
| 135       | 135       | 25 de marzo de 2024      | 486 000      | 14,5%     |
| 136       | 136       | 26 de marzo de 2024      | 459 000      | 14,1%     |
| 137       | 137       | 27 de marzo de 2024      | 463 000      | 14,7%     |
| 138       | 138       | 28 de marzo de 2024      | 373 000      | 8,5%      |
| 139       | 139       | 1 de abril de 2024       | 423 000      | 13,2%     |
| 140       | 140       | 2 de abril de 2024       | 407 000      | 14,8%     |
| 141       | 141       | 3 de abril de 2024       | 442 000      | 16,4%     |
| 142       | 142       | 4 de abril de 2024       | 379 000      | 14,6%     |
| 143       | 143       | 5 de abril de 2024       | 440 000      | 16,9%     |
| 144       | 144       | 8 de abril de 2024       | 427 000      | 14,8%     |
| 145       | 145       | 9 de abril de 2024       | 427 000      | 15,4%     |
| 146       | 146       | 10 de abril de 2024      | 446 000      | 16,6%     |
| 147       | 147       | 11 de abril de 2024      | 415 000      | 15,7%     |
| 148       | 148       | 12 de abril de 2024      | 402 000      | 15,8%     |
| 149       | 149       | 15 de abril de 2024      | 452 000      | 16,9%     |
| 150       | 150       | 16 de abril de 2024      | 434 000      | 15,3%     |
| 151       | 151       | 17 de abril de 2024      | 432 000      | 15,9%     |
| 152       | 152       | 18 de abril de 2024      | 399 000      | 14,5%     |
| 153       | 153       | 19 de abril de 2024      | 456 000      | 16,4%     |
| 154       | 154       | 22 de abril de 2024      | 449 000      | 15,6%     |
| 155       | 155       | 23 de abril de 2024      | 473 000      | 17,2%     |
| 156       | 156       | 24 de abril de 2024      | 428 000      | 15,4%     |
| 157       | 157       | 25 de abril de 2024      | 425 000      | 14,8%     |
| 158       | 158       | 26 de abril de 2024      | 402 000      | 14,9%     |
| 159       | 159       | 29 de abril de 2024      | 496 000      | 11,5%     |
| 160       | 160       | 30 de abril de 2024      | 404 000      | 13,9%     |
| 161       | 161       | 2 de mayo de 2024        | 406 000      | 14,2%     |
| 162       | 162       | 3 de mayo de 2024        | 352 000      | 13,3%     |
| 163       | 163       | 6 de mayo de 2024        | 441 000      | 15,3%     |
| 164       | 164       | 7 de mayo de 2024        | 409 000      | 15,3%     |
| 165       | 165       | 8 de mayo de 2024        | 393 000      | 14,6%     |
| 166       | 166       | 9 de mayo de 2024        | 394 000      | 15,3%     |
| 167       | 167       | 10 de mayo de 2024       | 359 000      | 14,4%     |
| 168       | 168       | 13 de mayo de 2024       | 395 000      | 13,9%     |
| 169       | 169       | 14 de mayo de 2024       | 380 000      | 13,2%     |
| 170       | 170       | 15 de mayo de 2024       | 471 000      | 16,3%     |
| 171       | 171       | 16 de mayo de 2024       | 415 000      | 15,0%     |
| 172       | 172       | 17 de mayo de 2024       | 450 000      | 14,8%     |
| 173       | 173       | 20 de mayo de 2024       | 418 000      | 14,6%     |
| 174       | 174       | 21 de mayo de 2024       | 371 000<     | 13,6%     |
| 175       | 175       | 22 de mayo de 2024       | 383 000      | 14,2%     |
| 176       | 176       | 23 de mayo de 2024       | 372 000      | 14,6%     |
| 177       | 177       | 24 de mayo de 2024       | 357 000      | 13,7%     |
| 178       | 178       | 27 de mayo de 2024       | 483 000      | 17,2%     |
| 179       | 179       | 28 de mayo de 2024       | 373 000      | 14,5%     |
| 180       | 180       | 29 de mayo de 2024       | 364 000      | 13,9%     |
| 181       | 181       | 30 de mayo de 2024       | 407 000      | 13,8%     |
| 182       | 182       | 31 de mayo de 2024       | 436 000      | 16,2%     |
| 183       | 183       | 3 de junio de 2024       | 423 000<     | 15,6%     |
| 184       | 184       | 4 de junio de 2024       | 375 000      | 14,4%     |
| 185       | 185       | 5 de junio de 2024       | 442 000      | 17,3%     |
| 186       | 186       | 6 de junio de 2024       | 436 000      | 17,1%     |
| 187       | 187       | 7 de junio de 2024       | 411 000      | 15,7%     |
| 188       | 188       | 10 de junio de 2024      | 396 000      | 13,3%     |
| 189       | 189       | 11 de junio de 2024      | 390 000      | 13,7%     |
| 190       | 190       | 12 de junio de 2024      | 366 000      | 13,3%     |
| 191       | 191       | 13 de junio de 2024      | 353 000      | 13,7%     |
| 192       | 192       | 14 de junio de 2024      | 312 000      | 12,1%     |
| 193       | 193       | 17 de junio de 2024      | 428 000      | 16,5%     |
| 194       | 194       | 18 de junio de 2024      | 394 000      | 15,2%     |
| 195       | 195       | 19 de junio de 2024      | 420 000      | 15,3%     |
| 196       | 196       | 20 de junio de 2024      | 394 000      | 14,7%     |
| 197       | 197       | 21 de junio de 2024      | 372 000      | 14,1%     |
| 198       | 198       | 24 de junio de 2024      | 355 000      | 11,4%     |
| 199       | 199       | 25 de junio de 2024      | 363 000      | 13,6%     |
| 200       | 200       | 26 de junio de 2024      | 371 000      | 13,2%     |
| 201       | 201       | 27 de junio de 2024      | 355 000      | 12,8%     |
| 202       | 202       | 28 de junio de 2024      | 345 000      | 12,8%     |
| 203       | 203       | 1 de julio de 2024       | 341 000      | 12,4%     |
| 204       | 204       | 2 de julio de 2024       | 304 000      | 12,0%     |
| 205       | 205       | 3 de julio de 2024       | 360 000      | 13,6%     |
| 206       | 206       | 4 de julio de 2024       | 369 000      | 13,8%     |
| 207       | 207       | 5 de julio de 2024       | 421 000      | 15,2%     |
| 208       | 208       | 8 de julio de 2024       | 335 000      | 12,4%     |
| 209       | 209       | 9 de julio de 2024       | 365 000      | 13,7%     |
| 210       | 210       | 10 de julio de 2024      | 342 000      | 12,9%     |
| 211       | 211       | 11 de julio de 2024      | 395 000      | 13,9%     |
| 212       | 212       | 12 de julio de 2024      | 375 000      | 13,1%     |
| 213       | 213       | 15 de julio de 2024      | 394 000      | 13,4%     |
| 214       | 214       | 16 de julio de 2024      | 345 000      | 12,1%     |
| 215       | 215       | 17 de julio de 2024      | 358 000      | 13,0%     |
| 216       | 216       | 18 de julio de 2024      | 424 000      | 15,9%     |
| 217       | 217       | 19 de julio de 2024      | 358 000      | 13,2%     |
| 218       | 218       | 22 de julio de 2024      | 364 000      | 13,7%     |
| 219       | 219       | 23 de julio de 2024      | 364 000      | 14,1%<    |
| 220       | 220       | 24 de julio de 2024      | 314 000      | 11,5%<    |
| 221       | 221       | 25 de julio de 2024      | 420 000      | 14,1%     |
| 222       | 222       | 26 de julio de 2024      | 349 000      | 12,9%     |

- El 15 de noviembre de 2023, el programa tuvo una duración de solo 50 minutos, por lo que el dato de audiencia de ese día no es comparable con los datos del resto de emisiones.

### Vamos a ver verano(2024)
| N.º total | N.º temp. | Fecha de emisión     | Audiencia    | Audiencia |
| N.º total | N.º temp. | Fecha de emisión     | Espectadores | Cuota     |
| --------- | --------- | -------------------- | ------------ | --------- |
| 1         | 1         | 29 de julio de 2024  | 388 000      | 12,9%     |
| 2         | 2         | 30 de julio de 2024  | 337 000      | 10,3%     |
| 3         | 3         | 31 de julio de 2024  | 333 000      | 10,5%     |
| 4         | 4         | 1 de agosto de 2024  | 321 000      | 10,4%     |
| 5         | 5         | 2 de agosto de 2024  | 293 000      | 9,4%      |
| 6         | 6         | 5 de agosto de 2024  | 322 000      | 10,5%     |
| 7         | 7         | 6 de agosto de 2024  | 352 000      | 11,3%     |
| 8         | 8         | 7 de agosto de 2024  | 338 000      | 10,5%     |
| 9         | 9         | 8 de agosto de 2024  | 360 000      | 10,1%     |
| 10        | 10        | 9 de agosto de 2024  | 256 000      | 8,2%      |
| 11        | 11        | 12 de agosto de 2024 | 310 000      | 11,3%     |
| 12        | 12        | 13 de agosto de 2024 | 329 000      | 12,2%     |
| 13        | 13        | 14 de agosto de 2024 | 326 000      | 12,3%     |
| 14        | 14        | 16 de agosto de 2024 | 288 000      | 11,2%     |
| 15        | 15        | 19 de agosto de 2024 | 320 000      | 11,6%     |
| 16        | 16        | 20 de agosto de 2024 | 342 000      | 12,3%     |
| 17        | 17        | 21 de agosto de 2024 | 349 000      | 13,3%     |
| 18        | 18        | 22 de agosto de 2024 | 355 000      | 13,2%     |
| 19        | 19        | 23 de agosto de 2024 | 320 000      | 11,6%     |
| 20        | 20        | 26 de agosto de 2024 | 347 000      | 13,5%     |
| 21        | 21        | 27 de agosto de 2024 | 373 000      | 13,7%     |
| 22        | 22        | 28 de agosto de 2024 | 337 000      | 12,6%     |
| 23        | 23        | 29 de agosto de 2024 | 353 000      | 12,1%     |
| 24        | 24        | 30 de agosto de 2024 | 308 000      | 11,6%     |

### Temporada 2 (2024-2025)
| N.º total | N.º temp. | Fecha de emisión         | Audiencia    | Audiencia |
| N.º total | N.º temp. | Fecha de emisión         | Espectadores | Cuota     |
| --------- | --------- | ------------------------ | ------------ | --------- |
| 223       | 1         | 2 de septiembre de 2024  | 301 000      | 11,5%     |
| 224       | 2         | 3 de septiembre de 2024  | 337 000      | 12,1%     |
| 225       | 3         | 4 de septiembre de 2024  | 350 000      | 11,7%     |
| 226       | 4         | 5 de septiembre de 2024  | 354 000      | 13,2%     |
| 227       | 5         | 6 de septiembre de 2024  | 318 000      | 11,9%     |
| 228       | 6         | 9 de septiembre de 2024  | 366 000      | 13,2%     |
| 229       | 7         | 10 de septiembre de 2024 | 358 000      | 13,9%     |
| 230       | 8         | 11 de septiembre de 2024 | 314 000      | 11,4%     |
| 231       | 9         | 12 de septiembre de 2024 | 362 000      | 13,6%     |
| 232       | 10        | 13 de septiembre de 2024 | 346 000      | 14,1%     |
| 233       | 11        | 16 de septiembre de 2024 | 366 000      | 14,9%     |
| 234       | 12        | 17 de septiembre de 2024 | 344 000      | 14,2%     |
| 235       | 13        | 18 de septiembre de 2024 | 348 000      | 13,9%     |
| 236       | 14        | 19 de septiembre de 2024 | 381 000      | 14,3%     |
| 237       | 15        | 20 de septiembre de 2024 | 397 000      | 15,3%     |
| 238       | 16        | 23 de septiembre de 2024 | 371 000      | 13,3%     |
| 239       | 17        | 24 de septiembre de 2024 | 401 000      | 15,6%     |
| 240       | 18        | 25 de septiembre de 2024 | 368 000      | 14,6%     |
| 241       | 19        | 26 de septiembre de 2024 | 394 000      | 14,8%     |
| 242       | 20        | 27 de septiembre de 2024 | 344 000      | 13,8%     |
| 243       | 21        | 30 de septiembre de 2024 | 394 000      | 15,2%     |
| 244       | 22        | 1 de octubre de 2024     | 341 000      | 13,1%     |
| 245       | 23        | 2 de octubre de 2024     | 359 000      | 13,4%     |
| 246       | 24        | 3 de octubre de 2024     | 420 000      | 16,0%     |
| 247       | 25        | 4 de octubre de 2024     | 361 000      | 14,3%     |
| 248       | 26        | 7 de octubre de 2024     | 444 000      | 15,8%     |
| 249       | 27        | 8 de octubre de 2024     | 379 000      | 14,0%     |
| 250       | 28        | 9 de octubre de 2024     | 450 000      | 14,2%     |
| 251       | 29        | 10 de octubre de 2024    | 380 000      | 14,4%     |
| 252       | 30        | 11 de octubre de 2024    | 396 000      | 14,5%     |
| 253       | 31        | 14 de octubre de 2024    | 336 000      | 12,4%     |
| 254       | 32        | 15 de octubre de 2024    | 457 000      | 15,5%     |
| 255       | 33        | 16 de octubre de 2024    | 414 000      | 14,1%     |
| 256       | 34        | 17 de octubre de 2024    | 344 000      | 12,4%     |
| 257       | 35        | 18 de octubre de 2024    | 405 000      | 14,8%     |
| 258       | 36        | 21 de octubre de 2024    | 415 000      | 15,0%     |
| 259       | 37        | 22 de octubre de 2024    | 398 000      | 15,1%     |
| 260       | 38        | 23 de octubre de 2024    | 411 000      | 15,1%     |
| 261       | 39        | 24 de octubre de 2024    | 370 000      | 13,7%     |
| 262       | 40        | 25 de octubre de 2024    | 442 000      | 14,9%     |
| 263       | 41        | 28 de octubre de 2024    | 416 000      | 13,3%     |
| 264       | 42        | 29 de octubre de 2024    | 435 000      | 13,2%     |
| 265       | 43        | 30 de octubre de 2024    | 393 000      | 11,2%     |
| 266       | 44        | 31 de octubre de 2024    | 475 000      | 13,8%     |
| 267       | 45        | 4 de noviembre de 2024   | 495 000      | 12,9%     |
| 268       | 46        | 5 de noviembre de 2024   | 449 000      | 14,7%     |
| 269       | 47        | 6 de noviembre de 2024   | 476 000      | 16,3%     |
| 270       | 48        | 7 de noviembre de 2024   | 366 000      | 13,0%     |
| 271       | 49        | 8 de noviembre de 2024   | 373 000      | 12,9%     |
| 272       | 50        | 11 de noviembre de 2024  | 368 000      | 13,8%     |
| 273       | 51        | 12 de noviembre de 2024  | 425 000      | 14,5%     |
| 274       | 52        | 13 de noviembre de 2024  | 447 000      | 12,0%     |
| 275       | 53        | 14 de noviembre de 2024  | 416 000      | 12,8%     |
| 276       | 54        | 15 de noviembre de 2024  | 355 000      | 11,9%     |
| 277       | 55        | 18 de noviembre de 2024  | 401 000      | 14,4%     |
| 278       | 56        | 19 de noviembre de 2024  | 351 000      | 12,7%     |
| 279       | 57        | 20 de noviembre de 2024  | 362 000      | 12,3%     |
| 280       | 58        | 21 de noviembre de 2024  | 411 000      | 13,9%     |
| 281       | 59        | 22 de noviembre de 2024  | 348 000      | 12,4%     |
| 282       | 60        | 25 de noviembre de 2024  | 346 000      | 12,2%     |
| 283       | 61        | 26 de noviembre de 2024  | 340 000      | 12,3%     |
| 284       | 62        | 27 de noviembre de 2024  | 354 000      | 13,3%     |
| 285       | 63        | 28 de noviembre de 2024  | 329 000      | 13,1%     |
| 286       | 64        | 29 de noviembre de 2024  | 351 000      | 13,9%     |
| 287       | 65        | 2 de diciembre de 2024   | 349 000      | 12,5%     |
| 288       | 66        | 3 de diciembre de 2024   | 350 000      | 12,7%     |
| 289       | 67        | 4 de diciembre de 2024   | 362 000      | 13,2%     |
| 290       | 68        | 5 de diciembre de 2024   | 330 000      | 13,2%     |
| 291       | 69        | 9 de diciembre de 2024   | 424 000      | 13,5%     |
| 292       | 70        | 10 de diciembre de 2024  | 377 000      | 14,0%     |
| 293       | 71        | 11 de diciembre de 2024  | 392 000      | 13,7%     |
| 294       | 72        | 12 de diciembre de 2024  | 330 000      | 12,2%     |
| 295       | 73        | 13 de diciembre de 2024  | 381 000      | 14,5%     |
| 296       | 74        | 16 de diciembre de 2024  | 396 000      | 14,5%     |
| 297       | 75        | 17 de diciembre de 2024  | 394 000      | 13,5%     |
| 298       | 76        | 18 de diciembre de 2024  | 330 000      | 12,6%     |
| 299       | 77        | 19 de diciembre de 2024  | 397 000      | 13,4%     |
| 300       | 78        | 20 de diciembre de 2024  | 392 000      | 15,1%     |
| 301       | 79        | 23 de diciembre de 2024  | 332 000      | 11,4%     |
| 302       | 80        | 24 de diciembre de 2024  | 371 000      | 11,7%     |
| 303       | 81        | 26 de diciembre de 2024  | 392 000      | 11,6%     |
| 304       | 82        | 27 de diciembre de 2024  | 351 000      | 11,7%     |
| 305       | 83        | 30 de diciembre de 2024  | 397 000      | 14,1%     |
| 306       | 84        | 31 de diciembre de 2024  | 320 000      | 10,7%     |
| 307       | 85        | 2 de enero de 2025       | 313 000      | 10,6%     |
| 308       | 86        | 3 de enero de 2025       | 347 000      | 11,7%     |
| 309       | 87        | 7 de enero de 2025       | 386 000      | 12,8%     |
| 310       | 88        | 8 de enero de 2025       | 309 000      | 11,2%     |
| 311       | 89        | 9 de enero de 2025       | 359 000      | 12,8%     |
| 312       | 90        | 10 de enero de 2025      | 366 000      | 13,5%     |
| 313       | 91        | 13 de enero de 2025      | 508 000      | 17,7%     |
| 314       | 92        | 14 de enero de 2025      | 476 000      | 16,8%     |
| 315       | 93        | 15 de enero de 2025      | 417 000      | 14,7%     |
| 316       | 94        | 16 de enero de 2025      | 391 000      | 14,0%     |
| 317       | 95        | 17 de enero de 2025      | 419 000      | 14,5%     |
| 318       | 96        | 20 de enero de 2025      | 412 000      | 13,5%     |
| 319       | 97        | 21 de enero de 2025      | 446 000      | 14,1%     |
| 320       | 98        | 22 de enero de 2025      | 402 000      | 13,4%     |
| 321       | 99        | 23 de enero de 2025      | 351 000      | 12,4%     |
| 322       | 100       | 24 de enero de 2025      | 382 000      | 13,7%     |
| 323       | 101       | 27 de enero de 2025      | 415 000      | 12,9%     |
| 324       | 102       | 28 de enero de 2025      | 399 000      | 13,7%     |
| 325       | 103       | 29 de enero de 2025      | 384 000      | 12,4%     |
| 326       | 104       | 30 de enero de 2025      | 371 000      | 13,0%     |
| 327       | 105       | 31 de enero de 2025      | 428 000      | 14,9%     |
| 328       | 106       | 3 de febrero de 2025     | 551 000      | 15,7%     |
| 329       | 107       | 4 de febrero de 2025     | 479 000      | 14,8%     |
| 330       | 108       | 5 de febrero de 2025     | 488 000      | 15,1%     |
| 331       | 109       | 6 de febrero de 2025     | 414 000      | 12,7%     |
| 332       | 110       | 7 de febrero de 2025     | 504 000      | 15,3%     |
| 333       | 111       | 10 de febrero de 2025    | 502 000      | 14,5%     |
| 334       | 112       | 11 de febrero de 2025    | 440 000      | 12,9%     |
| 335       | 113       | 12 de febrero de 2025    | 453 000      | 12,8%     |
| 336       | 114       | 13 de febrero de 2025    | 457 000      | 14,2%     |
| 337       | 115       | 14 de febrero de 2025    | 464 000      | 15,1%     |
| 338       | 116       | 17 de febrero de 2025    | 475 000      | 14,3%     |
| 339       | 117       | 18 de febrero de 2025    | 492 000      | 14,3%     |
| 340       | 118       | 19 de febrero de 2025    | 465 000      | 14,1%     |
| 341       | 119       | 20 de febrero de 2025    | 414 000      | 12,9%     |
| 342       | 120       | 21 de febrero de 2025    | 465 000      | 13,5%     |
| 343       | 121       | 24 de febrero de 2025    | 471 000      | 14,1%     |
| 344       | 122       | 25 de febrero de 2025    | 470 000      | 13,7%     |
| 345       | 123       | 26 de febrero de 2025    | 467 000      | 14,1%     |
| 346       | 124       | 27 de febrero de 2025    | 415 000      | 12,8%     |
| 347       | 125       | 28 de febrero de 2025    | 477 000      | 13,5%     |
| 348       | 126       | 3 de marzo de 2025       | 447 000      | 11,7%     |
| 349       | 127       | 4 de marzo de 2025       | 447 000      | 12,3%     |
| 350       | 128       | 5 de marzo de 2025       | 535 000      | 13,7%     |
| 351       | 129       | 6 de marzo de 2025       | 466 000      | 13,1%     |
| 352       | 130       | 7 de marzo de 2025       | 486 000      | 13,8%     |
| 353       | 131       | 10 de marzo de 2025      | 488 000      | 14,3%     |
| 354       | 132       | 11 de marzo de 2025      | 523 000      | 14,3%     |
| 355       | 133       | 12 de marzo de 2025      | 476 000      | 14,0%     |
| 356       | 134       | 13 de marzo de 2025      | 560 000      | 15,5%     |
| 357       | 135       | 14 de marzo de 2025      | 520 000      | 15,3%     |
| 358       | 136       | 17 de marzo de 2025      | 488 000      | 12,9%     |
| 359       | 137       | 18 de marzo de 2025      | 451 000      | 12,7%     |
| 360       | 138       | 19 de marzo de 2025      | 537 000      | 14,7%     |
| 361       | 139       | 20 de marzo de 2025      | 524 000      | 14,5%     |
| 362       | 140       | 21 de marzo de 2025      | 541 000      | 15,6%     |
| 363       | 141       | 24 de marzo de 2025      | 496 000      | 14,4%     |
| 364       | 142       | 25 de marzo de 2025      | 528 000      | 15,9%     |
| 365       | 143       | 26 de marzo de 2025      | 448 000      | 13,9%     |
| 366       | 144       | 27 de marzo de 2025      | 430 000      | 14,2%     |
| 367       | 145       | 28 de marzo de 2025      | 430 000      | 14,1%     |
| 368       | 146       | 31 de marzo de 2025      | 449 000      | 14,5%     |
| 369       | 147       | 1 de abril de 2025       | 452 000      | 15,1%     |
| 370       | 148       | 2 de abril de 2025       | 417 000      | 12,8%     |
| 371       | 149       | 3 de abril de 2025       | 537 000      | 14,8%     |
| 372       | 150       | 4 de abril de 2025       | 504 000      | 14,8%     |
| 373       | 151       | 7 de abril de 2025       | 453 000      | 15,1%     |
| 374       | 152       | 8 de abril de 2025       | 444 000      | 15,1%     |
| 375       | 153       | 9 de abril de 2025       | 444 000      | 15,0%     |
| 376       | 154       | 10 de abril de 2025      | 431 000      | 15,0%     |
| 377       | 155       | 11 de abril de 2025      | 442 000      | 13,4%     |
| 378       | 156       | 14 de abril de 2025      | 442 000      | 13,2%     |
| 379       | 157       | 15 de abril de 2025      | 366 000      | 11,2%     |
| 380       | 158       | 16 de abril de 2025      | 458 000      | 14,2%     |
| 381       | 159       | 17 de abril de 2025      | 335 000      | 8,7%      |
| 382       | 160       | 21 de abril de 2025      | 464 000      | 12,3%     |
| 383       | 161       | 22 de abril de 2025      | 407 000      | 12,7%     |
| 384       | 162       | 23 de abril de 2025      | 384 000      | 12,4%     |
| 385       | 163       | 24 de abril de 2025      | 413 000      | 14,5%     |
| 386       | 164       | 25 de abril de 2025      | 537 000      | 18,6%     |
| 387       | 165       | 28 de abril de 2025      | 139 000      | 18,4%     |
| 388       | 166       | 29 de abril de 2025      | 564 000      | 14,0%     |
| 389       | 167       | 30 de abril de 2025      | 470 000      | 15,0%     |
| 390       | 168       | 2 de mayo de 2025        | 521 000      | 13,5%     |
| 391       | 169       | 5 de mayo de 2025        | 503 000      | 15,3%     |
| 392       | 170       | 6 de mayo de 2025        | 511 000      | 16,3%     |
| 393       | 171       | 7 de mayo de 2025        | 433 000      | 13,6%     |
| 394       | 172       | 8 de mayo de 2025        | 449 000      | 13,4%     |
| 395       | 173       | 9 de mayo de 2025        | 450 000      | 13,9%     |
| 396       | 174       | 12 de mayo de 2025       | 445 000      | 13,7%     |
| 397       | 175       | 13 de mayo de 2025       | 411 000      | 13,3%     |
| 398       | 176       | 14 de mayo de 2025       | 397 000      | 12,7%     |
| 399       | 177       | 15 de mayo de 2025       | 448 000      | 13,2%     |
| 400       | 178       | 16 de mayo de 2025       | 355 000      | 12,2%     |
| 401       | 179       | 19 de mayo de 2025       | 448 000      | 13,0%     |
| 402       | 180       | 20 de mayo de 2025       | 321 000      | 10,2%     |
| 403       | 181       | 21 de mayo de 2025       | 382 000      | 12,6%     |
| 404       | 182       | 22 de mayo de 2025       | 432 000      | 13,8%     |
| 405       | 183       | 23 de mayo de 2025       | 411 000      | 13,9%     |
| 406       | 184       | 26 de mayo de 2025       | 390 000      | 11,9%     |
| 407       | 185       | 27 de mayo de 2025       | 364 000      | 11,7%     |
| 408       | 186       | 28 de mayo de 2025       | 436 000      | 14,4%     |
| 409       | 187       | 29 de mayo de 2025       | 433 000      | 14,0%     |
| 410       | 188       | 30 de mayo de 2025       | 474 000      | 14,1%     |
| 411       | 189       | 2 de junio de 2025       | 436 000      | 13,2%     |
| 412       | 190       | 3 de junio de 2025       | 440 000      | 13,3%     |
| 413       | 191       | 4 de junio de 2025       | 409 000      | 12,9%     |
| 414       | 192       | 5 de junio de 2025       | 388 000      | 12,7%     |
| 415       | 193       | 6 de junio de 2025       | 394 000      | 12,4%     |
| 416       | 194       | 9 de junio de 2025       | 458 000      | 13,8%     |
| 417       | 195       | 10 de junio de 2025      | 409 000      | 12,9%     |
| 418       | 196       | 11 de junio de 2025      | 399 000      | 13,2%     |
| 419       | 197       | 12 de junio de 2025      | 432 000      | 13,4%     |
| 420       | 198       | 13 de junio de 2025      | 408 000      | 12,3%     |
| 421       | 199       | 16 de junio de 2025      | 480 000      | 13,1%     |
| 422       | 200       | 17 de junio de 2025      | 416 000      | 12,1%     |
| 423       | 201       | 18 de junio de 2025      | 423 000      | 11,8%     |
| 424       | 202       | 19 de junio de 2025      | 420 000      | 12,2%     |
| 425       | 203       | 20 de junio de 2025      | 400 000      | 12,4%     |
| 426       | 204       | 23 de junio de 2025      | 485 000      | 12,9%     |
| 427       | 205       | 24 de junio de 2025      | 549 000      | 13,9%     |
| 428       | 206       | 25 de junio de 2025      | 411 000      | 12,3%     |
| 429       | 207       | 26 de junio de 2025      | 335 000      | 10,4%     |
| 430       | 208       | 27 de junio de 2025      | 394 000      | 12,0%     |
| 431       | 209       | 30 de junio de 2025      | 387 000      | 10,2%     |
| 432       | 210       | 1 de julio de 2025       | 426 000      | 12,2%     |
| 433       | 211       | 2 de julio de 2025       | 392 000      | 11,5%     |
| 434       | 212       | 3 de julio de 2025       | 486 000      | 14,4%     |
| 435       | 213       | 4 de julio de 2025       | 371 000      | 11,6%     |

### Vamos a ver verano(2025)
| N.º total | N.º temp. | Fecha de emisión     | Audiencia    | Audiencia |
| N.º total | N.º temp. | Fecha de emisión     | Espectadores | Cuota     |
| --------- | --------- | -------------------- | ------------ | --------- |
| 25        | 1         | 7 de julio de 2025   | 368 000      | 13,0%     |
| 26        | 2         | 8 de julio de 2025   | 296 000      | 11,0%     |
| 27        | 3         | 9 de julio de 2025   | 280 000      | 9,3%      |
| 28        | 4         | 10 de julio de 2025  | 304 000      | 11,4%     |
| 29        | 5         | 11 de julio de 2025  | 303 000      | 11,5%     |
| 30        | 6         | 14 de julio de 2025  | 362 000      | 12,6%     |
| 31        | 7         | 15 de julio de 2025  | 292 000      | 10,6%     |
| 32        | 8         | 16 de julio de 2025  | 342 000      | 12,2%     |
| 33        | 9         | 17 de julio de 2025  | 293 000      | 10,7%     |
| 34        | 10        | 18 de julio de 2025  | 303 000      | 11,3%     |
| 35        | 11        | 21 de julio de 2025  | 330 000      | 12,7%     |
| 36        | 12        | 22 de julio de 2025  | 324 000      | 11,8%     |
| 37        | 13        | 23 de julio de 2025  | 339 000      | 12,4%     |
| 38        | 14        | 24 de julio de 2025  | 252 000      | 10,4%     |
| 39        | 15        | 25 de julio de 2025  | 264 000      | 10,0%     |
| 40        | 16        | 28 de julio de 2025  | 326 000      | 11,4%     |
| 41        | 17        | 29 de julio de 2025  | 290 000      | 11,0%     |
| 42        | 18        | 30 de julio de 2025  | 337 000      | 12,7%     |
| 43        | 19        | 31 de julio de 2025  | 343 000      | 12,9%     |
| 44        | 20        | 1 de agosto de 2025  | 316 000      | 11,8%     |
| 45        | 21        | 4 de agosto de 2025  | 318 000      | 12,0%     |
| 46        | 22        | 5 de agosto de 2025  | 315 000      | 12,0%     |
| 47        | 23        | 6 de agosto de 2025  | 264 000      | 10,2%     |
| 48        | 24        | 7 de agosto de 2025  | 287 000      | 11,0%     |
| 49        | 25        | 8 de agosto de 2025  | 282 000      | 10,9%     |
| 50        | 26        | 11 de agosto de 2025 | 279 000      | 10,4%     |
| 51        | 27        | 12 de agosto de 2025 | 299 000      | 10,6%     |
| 52        | 28        | 13 de agosto de 2025 | 334 000      | 11,5%     |
| 53        | 29        | 14 de agosto de 2025 | 296 000      | 10,8%     |
| 54        | 30        | 18 de agosto de 2025 | 291 000      | 10,3%     |
| 55        | 31        | 19 de agosto de 2025 | 265 000      | 9,8%      |

### Audiencia media por meses
| Año  | Mes        | Audiencia    | Audiencia |
| Año  | Mes        | Espectadores | Cuota     |
| ---- | ---------- | ------------ | --------- |
| 2023 | Septiembre | 525 000      | 12,4%     |
| 2023 | Octubre    | 448 000      | 15,0%     |
| 2023 | Noviembre  | 478 000      | 14,8%     |
| 2023 | Diciembre  | 428 000      | 14,1%     |
| 2023 | Media      | 470 000      | 14,1%     |
| 2024 | Enero      | 478 000      | 15,5%     |
| 2024 | Febrero    | 473 000      | 15,7%     |
| 2024 | Marzo      | 446 000      | 15,3%     |
| 2024 | Abril      | 430 000      | 15,3%     |
| 2024 | Mayo       | 401 000      | 14,6%     |
| 2024 | Junio      | 385 000      | 14,3%     |
| 2024 | Julio      | 363 000      | 13,1%     |
| 2024 | Agosto     | 329 000      | 11,6%     |
| 2024 | Septiembre | 358 000      | 13,6%     |
| 2024 | Octubre    | 385 000      | 14,1%     |
| 2024 | Noviembre  | 388 000      | 13,3%     |
| 2024 | Diciembre  | 368 000      | 13,0%     |
| 2024 | Media      | 400 000      | 14,1%     |
| 2025 | Enero      | 394 000      | 13,5%     |
| 2025 | Febrero    | 424 000      | 14,0%     |
| 2025 | Marzo      | 489 000      | 14,1%     |
| 2025 | Abril      | 433 000      | 14,1%     |
| 2025 | Mayo       | 429 000      | 13,4%     |
| 2025 | Junio      | 423 000      | 12,5%     |
| 2025 | Julio      | 331 000      | 11,7%     |
| 2025 | Agosto     | 272 000*     | 10,9%*    |
| 2025 | Media      |              |           |